# Beechwood (pays de Galles)
Pour les articles homonymes, voir Beechwood.
Beechwood est un quartier de la ville de Newport, au pays de Galles, disposant du statut de communauté.

## Géographie
Beechwood se situe à l'est du centre-ville de Newport. La communauté est bordée au nord par l'Usk et au sud par la Great Western Main Line. Elle doit son nom au jardin public de Beechwood Park (en).

## Démographie
Au recensement de 2011, la communauté de Beechwood comptait 7 576 habitants.